# 希塔昆达乌帕齐拉
希塔昆达乌帕齐拉 （英語：Sitakunda Upazila） 是孟加拉国吉大港专区的乌帕齐拉，首府位於希塔昆达市。根据2001年的人口普查，希塔昆达总人口有298528人，其中男性人口有163561人，女性人口有134967人，性别比例为121:100。